# Pierre Lallement
Pierre Lallement (nacido en Pont-à-Mousson cerca de Nancy, Francia, 25 de octubre de 1843 - Boston, Estados Unidos, 29 de agosto de 1891) es considerado por algunos como el inventor de la bicicleta.
En 1862, a los 19 años de edad, cuando fabricaba cochecitos de bebé en Nancy (Francia), Lallement vio a alguien caminando con un «caballito de madera» (dandy-horse) y tuvo la idea de construir su propio vehículo, pero con la adición de una transmisión que incorporaba una manivela y unos pedales conectados al buje en la rueda delantera, creando así la primera bicicleta tal y como se conoce en la actualidad.

## Primeros años
Pierre Lallement se trasladó a París en 1863, al parecer, colaborando con los hermanos Olivier, que vieron un gran potencial comercial en su invención. Los Olivier formaron una sociedad con Pierre Michaux para producir en masa un velocípedo de dos ruedas basado en el diseño de Lallement. Si estas bicicletas usaron el diseño Lallement de 1864 u otra por Pierre Michaux es un asunto controvertido. Lallement pudo convertirse en empleado de Michaux por un corto tiempo.

## Carrera en Estados Unidos

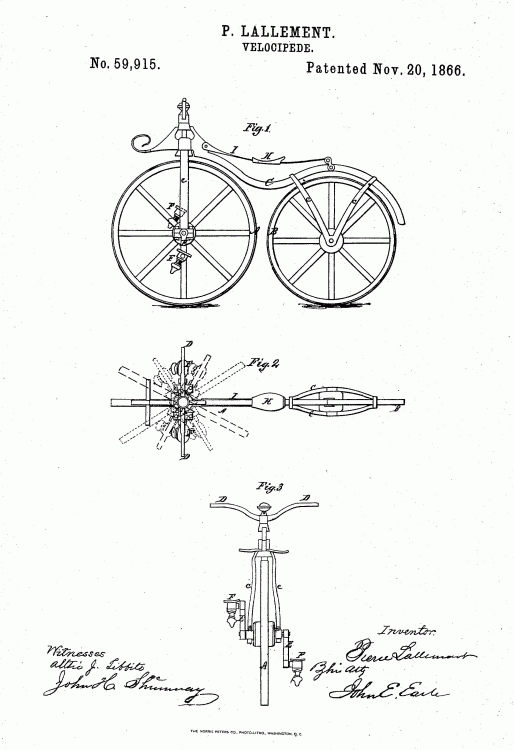
La patente original de la bicicleta impulsada a pedales, presentada por Pierre Lallement. Patente de EE. UU. N º. 59,915 concedida el 20 de noviembre de 1866

Lallement salió de Francia en julio de 1865, y se fue a los Estados Unidos, estableciéndose en Ansonia, Connecticut, donde creó una versión mejorada de su bicicleta. Registró la primera y única  patente estadounidense para bicicletas con pedales en abril de 1866, que se le concedió en noviembre. El diseño de la patente muestra un vehículo muy similar a la draisiana construida por Denis Johnson de Londres. Con su marco en forma de "s", la única diferencia es la adición de los pedales y manivelas, y una tira delgada de acero en el marco actuando como un resorte sobre el que se monta el sillín, para proporcionar una conducción más cómoda.
Sin un fabricante estadounidense que estuviese interesado en la producción de su vehículo, Lallement regresó a París en 1868, cuando las bicicletas de Pierre Michaux estaban creando la moda de la bicicleta (Bike boom) por primera vez en Francia, un entusiasmo que se extendió por toda Europa y Estados Unidos. Lallement regresó a Estados Unidos otra vez en algún momento antes de 1880, que fue la fecha de un caso de violación de patente, en el que testificó en nombre del demandante Albert Augustus Pope, a quien le había vendido los derechos de su patente. En aquel entonces Lallement vivía en Brooklyn y estaba trabajando como empleado de la Pope Manufacturing Company. Murió en el olvido en 1891 en Boston a los 47 años.